# Sebastiano Serlio

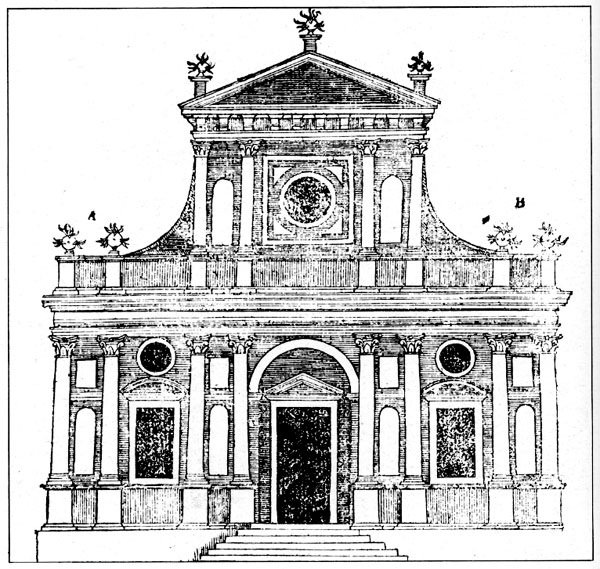
Fasada kościoła – rys. z traktatu Serlia (1537)

Sebastiano Serlio (ur. 6 września 1475 w Bolonii, zm. 1554 w Fontainebleau) – włoski architekt, malarz i teoretyk architektury epoki manieryzmu.
W 1514 roku Serlio wyjechał do Rzymu, gdzie studiował architekturę pod kierunkiem Baldassare Peruzziego, jednego z inicjatorów manieryzmu w architekturze. W 1527 roku uciekł do Wenecji, gdzie pozostał do 1540 roku, kiedy król francji Franciszek I Walezjusz zatrudnił go jako konsultanta przy budowie pałacu w Fontainebleau. Jednakże tylko dwie realizacje można przypisać Serliowi: wejście do Fontainebleau i zamek Ancy-le-Franc, rozpoczęty w 1546.
Autor traktatu architektonicznego w siedmiu księgach i ósmej nieskończonej, który miał  wielki wpływ na architekturę europejską, w tym szczególnie Francji i Polski. Traktat obejmował zagadnienia geometrii, perspektywy, ogólnych reguł architektonicznych, architektury antycznej oraz zabudowy mieszkaniowej, wojskowej i sakralnej. Serlio bardzo dokładnie opracował zagadnienie dotyczące kształtowania otworu w ścianie. Zasłynął głównie z projektów okien i portali, lecz również projektował wzory stropów, fryzów oraz ornamentykę.